# Glenn Davis Stone
Glenn Davis Stone (* um 1954) ist  Professor für soziokulturelle Anthropologie und Umweltforschung an der Washington University in St. Louis.

## Wissenschaftliche Ausbildung
Glenn Davis Stone erwarb 1982 an der University of Arizona den MA im Fach Anthropologie. 1988 bekam er von der University of Arizona den Doktor der Philosophie in der Disziplin Anthropologie verliehen.

## Akademische Laufbahn
Von 1988 bis 1993 war Stone als Assistenzprofessor für Anthropologie an der Columbia University beschäftigt. 1993 bis 1995 wirkte er dort als Associated Professor für Anthropologie. Er wechselte 1995 an die Washington University, wo er als Associated Professor für Anthropologie und Umweltforschung tätig war. Zusätzlich arbeitete er in den Jahren 2001 bis 2002 als wissenschaftlicher Mitarbeiter am University College in London. Seit 2004 ist Stone an der Washington University als Professor für Anthropologie und Umweltforschung tätig. Von 2022 bis 2024 war er Forschungsprofessor für Umweltwissenschaften am Sweet Briar College. Ab 2024 ist er als Scholar in Residence in Washington und an der Lee University tätig.

## Forschungsgebiete
Seine Forschungen liegen nach eigenen Angaben im Bereich der ökologischen Anthropologie und politischen Ökologie. Er untersucht die sozialen und politischen Aspekte von landwirtschaftlichen Systemen, von Bevölkerungswachstum und agrarwirtschaftlicher Biotechnologie. Zu seinen Forschungsgebieten gehört auch die nicht-industrialisierte Landwirtschaft in Afrika, Indien, Nordamerika und auf den Philippinen, sowohl in der Gegenwart als auch in historischer Perspektive.
Die nigerianischen Forschungen von Stone beschäftigten sich mit dem sozialen und landwirtschaftlichen Wandel bei den Kofyar und Tiv-Ethnien während der letzten 40 Jahre, die von einer starken Zunahme der Bevölkerungsdichte geprägt waren.
Bei den Kofyar analysierte Stone die soziale Organisation der Arbeit und des Landschaftsraums in einem intensiven und zugleich nachhaltigem System. Vergleichende Forschungen führte er bei den Tiv durch. Ein übergeordnetes Ziel dieser Forschungen war die Entwicklung eines überzeugenderen Konzepts für einen Agrarwandel, das den kulturellen Kontext und Behörden in diesen miteinbezieht.
Der momentane Forschungsschwerpunkt konzentriert sich auf die ökologischen, sozialen und politischen Aspekte die mit der Einführung gentechnisch veränderter Pflanzen in Entwicklungsländer verbunden sind. Hierzu absolvierte Stone ein Semester in einem Labor, das sich auf die Transformation tropischer Pflanzen spezialisiert hat.
hIm Kontext einer LangzeitStudie untersuchte er die Aspekte Informationsfluss, agrarökonomisches Know-how der Landwirte, geistiges Eigentum, und politische Ökologie im Zusammenhang mit der Einführung gentechnisch veränderter Baumwolle in Indien. Die primäre Feldarbeit vor Ort fand in Andhra Pradesh statt.
Aktuell (2017) leitet Stone ein Forschungsprojekt zum Thema Indigenes Wissen und Technologiewandel bei Reis- und Baumwollanbauern in Indien und auf den Philippinen. Hierbei untersucht er auch den Einfluss von Goldenem Reis. Ein weiterer Fokus betrifft den neuen Trend in Nordamerika, kleine Farmen zu bewirtschaften. Wirtschaftliche und ökologische Gesichtspunkte von Nachhaltigkeit sind hier ebenso Gegenstand der Forschung wie zeitgeschichtliche Perspektiven von Kleinbauern in Appalachien. Die politische Dimension der Agrarforschung und die Agrarinterventionspolitik sind drittes Schwerpunktthema.
2007 startete Stone das Village India Program. Studenten werden unter Anleitung von Stone (2009 bis 2010 Prof. Ken Botnick von der Sam Fox School of Design & Visual Arts) ins indische Kalleda Village, Warangal District, Andhra Pradesh geschickt. Ziel ist zum einen, den Studenten Kenntnisse zur indischen Dorfkultur zu vermitteln und ihnen die Möglichkeit zu eröffnen, selbst Feldstudien durchzuführen. Zum anderen geben die Studenten am dortigen Pai Junior College Englischkurse, da, so Stone, eines der vorrangigsten Bildungsbedürfnisse der dortigen Schüler das Erlernen der englischen Sprache ist.

## Ehrungen
1999 wurde er mit dem Gordon Willey Prize für den besten archäologischen Beitrag ausgezeichnet.
Von 2011 bis 2013 war Stone Präsident der Anthropology and Environment Society.
Im Jahr 2015 wurde er von der Western Reserve Academy mit der Edward W. Morley Medal für seine Forschung zur Anthropologie agrarwirtschaftlicher Systeme in Verbindung mit Biotechnologie ausgezeichnet.
2016 wurde Stone zum Fellow der John Simon Guggenheim Memorial Foundation ernannt.

## Veröffentlichungen (Auswahl)
- G. D. Stone: Non-Boserupian Ecology and Agricultural Risk: Ethnic Politics and Land Control in the Arid Southwest. American Anthropolis 101, 1999, S. 113–128.
- G. D. Stone: Biotechnology and Suicide in India, Anthropology News, Band 43, Nummer 5, Mai 2002, doi:10.1111/an.2002.43.5.5.2.
- G. D. Stone: Biotechnology and the Political Ecology of Information in India. Human Organization 63, 2004, S. 127–140.
- G. D. Stone: Social Constraints on biotechnology in Developing Countries. AGBioForum7 (1&2), 2004, S. 75–78.
- G. D. Stone: Agricultural Deskilling and the Spread og Genetically Modified Cotton in Warangatal. Current Anthropology 48, 2007, S. 67–103. (PDF)
- G. D. Stone: The Birth and the Death of Traditional Knowledge: paradoxical Effects of Biotechnology in India. In: Biodiversity and the Law: Intellectual Property, Biotechnology an Traditional Knowledge, edited by Charles McManis, 2007, S. 207–238. Earthscan.
- G. D. Stone: Anthropology of Genetically Modified crops. Annual Review of Anthropology 39, 2010, S. 381–400.
- G. D. Stone: Field vs. Farm in Warangal: BT Cotton, Higher yields, and Larger Questions. World Developement 39(3), 2011, S. 387–398. (PDF)
- G. D. Stone: Contradictions in the Last Mile: Suicide, Culture, and E-Agriculture in Rural India. Science, technology and Human Values 36 (in press). 2011 (PDF)
- Dominic Glover, Sung Kyu Kim, Glenn Davis Stone: Golden Rice and technology adoption theory: A study of seed choice dynamics among rice growers in the Philippines, Technology in Society 60. 2020
- K. R. Kranthi, Glenn Davis Stone: Long-term impacts of Bt cotton in India. In: Nature Plants. 6, 2020, S. 188–196. doi:10.1038/s41477-020-0615-5
- Settlement Ecology - The Social and Spatial Organization of Kofyar Agriculture, University of Arizona Press, 1996. ISBN 978-0-8165-1567-7